# Вршац
Вршац (серб. Вршац / Vršac, рум. Vârșeț, венг. Versec, нем. Werschetz) — город в Сербии с населением около 40 000 человек, расположенный вблизи границы с Румынией и в 84 км от Белграда, административный центр общины Вршац. В период нахождения в составе Австро-Венгрии носил название Вершец.

## История

### История виноградарства
Виноградарский район Вршаца расположен на холмистой местности на крайних западных склонах Карпат. Здесь находится комбинат «Вршачки виногради», плантации которого занимают более 1700 га виноградников, в то время как во всем регионе их около 2000 га. Винный погреб предприятия является строительно-архитектурной знаменитостью города. Он вмещает 34 000 тонн вина. Этот подвал строился в 1964—1967 гг. «Вршачки виногради» является одним из самых известных символов прежнего государства Югославия. Погребу придана форма латинской буквы «Y» (то есть первой буквы международного кода Югославии). Этот погреб — один из крупнейших в Европе винных погребов под одной крышей (другие два — во французской фирме «Листель», и в испанской «Логроньо»). В подвале 5 уровней, один из которых под землей, в которых расположено 580 бетонных емкостей для вина, облицованных стеклянными плитами.
Согласно некоторым историческим источникам, виноградарство во Вршаце существует со времен древней Дакии и древнеримского правления. Первые письменные данные о нём сохранились из XV века, когда вино из этого района было поставлено во дворец короля Владислава Второго. Согласно записей из книги турецкого путешественника Эвлии Челеби, на склонах холма около Вршаца были насаждения виноградной лозы, дающей сладкий и вкусный виноград. В Банате виноделие развивалось во время большой колонизации под властью императрицы Марии Терезии (1740—1780 гг.).
На въезде в город находится большой винный погреб «Гельветия» (от: «страна гельветов, Швейцария»), построенный и оборудованный в 1880 году швейцарским виноторговцем Бернхардом Штаубом. О значении виноградарства в жизни этого города свидетельствует факт, что виноградная лоза была изображена на гербе города с 1804 года.
В конце XIX века в районе Вршаца было даже более 10 000 га виноградников — это был самый крупный на территории королевства Венгрии комплекс виноградных насаждений, который опустошила филлоксера.

## Достопримечательности
- Вршачка Кула — каменная крепость XIV века, расположенная на Вршацком холме.
- Здание Ратуши (Магистрата) XVIII века.
- Резиденция епископа («Владичанский двор») — XVIII век.
- Монастырь Месич XVI века в 10 км от г. Вршац.
- «Аптека на лестнице», открытая в 1784 году, в которой в данное время находится и постоянная экспозиция музея Соборной церкви Святого Николая 1785 г.
- Римско-католическая церковь 1863 года, посвященная Святому Герхарду.
- Часовня Святого Креста 1720 года
- Румынский Вознесенский собор (1913).

## Знаменитые уроженцы
- Никита Ильич Толстой — славист, академик, правнук Льва Толстого.
- Димитрие Стоякович, позднее сменивший имя на Дёме Стояи — премьер-министр Венгрии в 1944 г.
- Стерия-Попович, Йован (1806—1856) — сербский драматург.
- Пая Йованович (1859—1957) — сербский художник.
- Георгий Арсеньевич Эммануэль (1775—1837) — «генерал от кавалерии, начальник Кавказской области; родился 2-го апреля 1775 г. в гор. Вершице и образование получил в тамошнем училище, где с самых ранних лет стал проявлять военные наклонности. В 1788 г., когда Э. исполнилось только 13 лет, турки вторглись в Банат по направлению к Белграду. Все на пути их бежало, жители Вершица тоже в большинстве оставили город, но 13-летний Э. собрал своих товарищей и уговорил их защищать город. Раздобыв оружие, мальчики деятельно стали готовиться к защите и расставили везде караулы и посты. Когда турки подступили к городу, то защищавшие его юноши встретили их со стен орудийным огнем. Турки, думая, что Вершиц занят сильным гарнизоном, не решились к нему подступить и прошли мимо. Это был первый подвиг будущего крупного военачальника». (Русский биографический словарь (в 25-ти томах) издавался Санкт-Петербургским Императорским Русским историческим обществом под наблюдением его председателя А. А. Половцова с 1896 по 1918. Считается одним из самых авторитетных русских биографических источников конца XIX — начала XX вв.).

## Галерея
- Вршац
- Вид из города на Вршацку башню
- Церковь Святого Герхарда
- Часовня Святого Креста ночью

## Города-побратимы
- Банска Быстрица, Словакия